# Румен Радев (министър)
Румен Събев Радев е български бизнесмен, министър на енергетиката от 6 юни 2023 г. до 9 април 2024 г. в правителството на Николай Денков.

## Образование
Роден е на 4 август 1968 г. в Силистра. Завършва физика във Физическия факултет на Софийския университет със специализации в Обединения институт за ядрени изследвания в Дубна, Русия, Института за трансуранови елементи в Карлсруе, Германия. В Института за ядрени изследвания и ядрена енергетика в София, България се занимава с разработването на компютърни модели на структурната еволюция на ядреното гориво.
Има магистърска степен и по банково дело от Университета за национално и световно стопанство в София.

## Професионална кариера
Работи в холдинг „Загора“ (директор „Стратегия и планиране“ от 2003 г. и икономически директор от 2011 г.). От март 2005 г. е заместник-председател на Асоциация на индустриалния капитал в България. През февруари 2006 г. става член на Националния съвет по иновации.
От октомври 2012 г. е председател на Съвета на директорите на Асарел-Инвестмънт – Стратегическо развитие и инвестиции, от ноември 2017 г. е член на Управителния съвет на Асарел-Медет.
През ноември 2018 г. става заместник-председател на Българска асоциация за водород, горивни клетки и съхранение на енергия.

## Министър на енергетиката
Избран от XLIX народно събрание за министър на енергетиката в редовното правителство на Николай Денков.